# Shaquile Woudstra
Shaquile Woudstra (Willemstad, 26 februari 1997) is een op de Antillen geboren Nederlands voetballer die als verdediger voor PEC Zwolle speelt. Op 9 december 2017 maakte hij zijn debuut in de gewonnen uitwedstrijd tegen SBV Excelsior. Hij kwam in de 90e minuut in het veld voor Youness Mokhtar. In januari 2019 werd zijn contract, samen met acht andere spelers uit het beloftenteam, per direct ontbonden.

## Carrièrestatistieken
| Seizoen                   | Club            | Land            | Competitie      | Competitie | Competitie | Beker | Beker | Internationaal | Internationaal | Overig | Overig | Totaal | Totaal |
| Seizoen                   | Club            | Land            | Competitie      | Wed.       | Dlp.       | Wed.  | Dlp.  | Wed.           | Dlp.           | Wed.   | Dlp.   | Wed.   | Dlp.   |
| ------------------------- | --------------- | --------------- | --------------- | ---------- | ---------- | ----- | ----- | -------------- | -------------- | ------ | ------ | ------ | ------ |
| 2016/17                   | Jong FC Twente  | Nederland       | Tweede divisie  | 23         | 0          | 0     | 0     | 0              | 0              | 0      | 0      | 23     | 0      |
| 2017/18                   | PEC Zwolle      | Nederland       | Eredivisie      | 4          | 0          | 1     | 0     | 0              | 0              | 0      | 0      | 5      | 0      |
| Carrière totaal           | Carrière totaal | Carrière totaal | Carrière totaal | 27         | 0          | 1     | 0     | 0              | 0              | 0      | 0      | 28     | 0      |
| Bijgewerkt tot 6 mei 2018 |                 |                 |                 |            |            |       |       |                |                |        |        |        |        |